# بليزارد إنترتينمنت
شَّرِكَةِ بليزارد إنترتينمنت هي شَّرِكَةِ أمريكيَّة لِتَطوِيرِ ونَشرِ وتوزيع ألعاب الفِيديُو، مَقَرها في إيرفين، كاليفورنيا، وهي شَّركَة تَابِعَةٍ لِشَركَة أكتيفجن بليزارد، أنشأها ثلاثة مِن خريجي جامعة كاليفورنيا، لوس أنجلس في 8 فبراير 1991 تحت اسم «سيليكون آند سينابس» وهم مايكل مورهايم وألين أدهم وفرانك بيرس،  ركزت الشَّرِكَةِ عِندَ تأسيسها عَلَى إِنشاء منافذ لألعاب الاستوديوهات الأُخرى قَبلَ البدء في تَطوِير ألعابها الخاصّة في عام 1993، مِثل «سباق الروك أند رول» و«ذا لوست فايكنجز»، وَفِي عام 1994 أصبَحَت الشَّرِكَةِ بِاِسمِ «استُوديُوهات الفوضى» وَبَعدَ اِستِحواذ ديفيدسون وشركائه عَلَيهَا غُير اسمها إِلَى «بليزارد إنترتينمنت».
أنشأت بليزارد إنترتينمنت العديد مِن تكميلات «ووركرافت» وأهمها لعبة تقمص الأدوار مُتَعَدّدَة اللاعبين على الإنترنت «وورلد أوف ووركرافت» في 2004، ولَهَا أيضًا ثلاثة امتيازاتٌ أُخرى لألعاب الفِيديُو وهي «ديابلو» و«ستار كرافت» و«أوفرواتش». تَشمَل أحدث مشاريعها توسعة لعبة «ديابلو 3» و«ريبر أوف سولس» ولعبة البطاقات القابلة للتحصيل عَلَى الإنترنت «هيرث ستون هيروس أوف ووركرافت» ولعبة «هيروز أوف ذا ستورم» مُتَعَدّدَة اللاعبين عبر الإنترنت، ولعبة «ستار كرافت 2: وينجز أوف لايبرتي» و«ستار كرافت 2: ليغاسي أوف ذا فويد»، ولعبة «أوفرواتش» متعدد اللاعبين، والتكملة الثَّامِنَةِ لوورلد أوف ووركرافت «شادولاندز»، تعمل ألعابها عبر خِدْمَة الأَلعَابَ عبر الإنترنت «باتل دوت نت».
في 9 يوليو 2008 اندمجت أكتيفجن مَعَ فيفاندي غيمز، وكونتا شَّرِكَةِ أكتيفجن بليزارد القابضة،  وَفِي 25 يوليو 2013 أَعلَنَت الشَّرِكَةِ الجَدِيدَةِ عَن شِرَاء 429 ملْيُون سهم مِن فيفاندي، وأصبَحَت أكتيفجن بليزارد شَّرِكَةِ مستقلة تمامًا.
تستضيف بليزارد إنترتينمنت مؤتمرات الأَلعَابَ السنويَّة للجماهير للالتقاء والتَروِيج لألعابها، وعُقدت أول مُؤتَمَرِ بليزكون في أكتوبر 2005،  ويتضمّن مُؤتَمَرِ بليزكون إعلانات الأَلعَابَ الجَدِيدَةِ، ومعاينات لألعاب بليزارد القادمة وجلسات وحلقات النقاش ومُسَابَقَات.

## التَّاريخ

### التأسيس

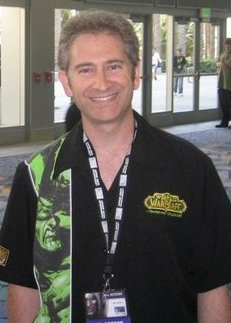
مايكل مورهايم المؤسس المشارك والرئيس التنفيذي السابق لشركة بليزارد

تأسّست بليزارد إنترتينمنت عَلَى يد مايكل مورهايم و«ألين أدهم» و«فرانك بيرس» بِاِسمِ «سيليكون آند سينابس» في فبراير 1991، بعدَ أن حصل الثلاثة عَلَى دَرَجَةِ البكالوريوس مِن جامعة كاليفورنيا، لوس أنجلوس، في العَامِ السَّابِقَ. كانَ اسم «السيليكون والسينابس» مفهومًا عاليًا لَدَى المؤسسين الثلاثة، حيثُ يمثل «السيليكون» اللبنة الأساسيّة للكمبيوتر، بينما يمثل «السينابس» لبنة بِنَاءِ الدماغ،  ولتمويل الشَّرِكَةِ ساهم كلّ منهم بنَحْو 10000 دُولَار فيمَا اقترض مورهايمي المبلغ مِن جدته. وركزت الشَّرِكَةِ خِلال العامين الأولين عَلَى إِنشاء منافذ ألعاب للاستوديوهات الأُخرى، تتضمن عناوين مِثلُ «جي آر آر تولكين لورد أوف رينجز فول 1» و«باتل تشيس 2: الشطرنج الصيني». وَفِي 1993 طورت الشَّرِكَةِ ألعاب نشرتها إنتربلاي إنترتينمينت مِثلُ «سباق الروك أند رول» و«ذا لوست فايكنجز».
في حوالي 1993 أخبر المؤسِس المشارك أدهم المديرين التنفيذيين الآخرين أنَّهُ لَم يُعدُّ يعجبه اسم «سيليكون آند سينابس» وبحلول نهاية العَامِ غُير اسم الشَّرِكَةِ إِلَى «استُوديُوهات الفوضى» ممَّا يعكس العشوائية في عَمَلِيّاتِ التَطوِير.
في أوائل 1994 اِستَحوذ ديفيدسون وشركائه عَلَى الشَّرِكَةِ مقابل 6.75 ملْيُون دُولَار (12 ملْيُون دُولَار اليوم)،  وقرر التنفيذيون تغيير اسم الاستُوديُو إِلَى «أوجر ستوديوز» بحلول أبريل 1994. وَلَم يُعجب ديفيدسون وشركائه بهَذَا الاسم وأجبروا الشَّرِكَةِ عَلَى تغييره، وبحلول شهر مايو تم تغيير اسم «استُوديُوهات الفوضى» إِلَى «بليزارد إنترتينمنت».
أَصَدَرَت «بليزارد إنترتينمنت» لعبة «ووركرافت: أوركس آند هيومنس» وحقَّقت نجاحًا كبيرًا، وهي لعبة استراتيجيَّة في الوقت الفعلي في بِيئَة خيالية عالية.

### اِستِحواذ فيفاندي و«وورلد أوف ووركرافت»
تغيرت شَّرِكَةِ بليزارد إنترتينمنت عدَّة مرات، حيثُ اِستَحوذت «سي يو سي إنترناشيونال» في 1996 عَلَى ديفيدسون وسييرا أونلاين، ثم اندمجت «سي يو سي» مَعَ مانح امتياز للفنادق والعقارات وتأجير السيَّارات يسمى «إتش إف إس كوربوراشن» لتشكيل «سندانت» في 1997، وَفِي العَامِ التالي تبين تورط «سي يو سي» في عَمَلِيّاتِ احتيال محاسبي لسنوات قَبلَ الاندماج، وخسر سهم الشَّرِكَةِ الجَدِيدَةِ سندانت 80 بالمائة مِن قيمته خِلال الأشهر الستة المقبلة في الفضيحة المحاسبية، وباعت الشَّرِكَةِ قسم بَرامِجِ المُستهلك «سييرا أونلاين» الَّذِي يتضمن بليزارد إِلَى وكالة هافاس الفرنسيَّة في 1998، ولاحقًا اشترت فيفاندي وكالة هافاس، وأصبَحَت بليزارد جُزءًا مِن مَجمُوعَة فيفاندي جيمز التَّابِعَةَ لفيفاندي، وَفِي 1996 اِستَحوذت بليزارد إنترتينمنت عَلَى شَّرِكَةِ «كوندور جيمز أوف سانِ ماتيو» الَّتِي تنتج لعبة تقمص الأدوار «ديابلو» لصالح بليزارد في ذَلِكً الوَقتِ، وغُير اسم كوندور إِلَى بليزارد نورث [الإنجليزية] وأُعيد تسمية المقر الرَئِيسيّ لِشَرِكَة بليزارد في إيرفينغ إِلَى «بليزارد ساوث» للتمييز بَينَ الشركتين. أَصَدَرَت «بليزارد نورث» في بداية 1997 لعبة «ديابلو» مَعَ خِدْمَة التوفيق في اللعبة «باتل دوت نت»، وطورت التكملة «ديابلو 2» في 2000، وحزمتها التوسُّعيَّة «لورد أوف دستروكشن» في 2001، وَبَعدَ هَذِهِ الإصدارات غادر عدد مِن موظَّفي «بليزارد نورث» الرئيسيين بحثًا عَن فرص أُخرى مِثلُ بيل روبر، وقرَّرت فيفاندي في أغسطس 2005 دمج «بليزارد نورث» في «بليزارد ساوث» ونَقل الموظَّفين إِلَى مكاتب بليزارد الرَئِيسيّة في إرفاين، ثم ألغت اسم «بليزارد ساوث».
بعدَ نجاح لعبة ووركرافت 2: تايدز أوف داركنس [الإنجليزية]، بَدَأتِ بليزارد في تَطوِير لعبة «ستار كرافت» وهي لعبة استراتيجية الوقت الحقيقي وأصدرتها في مارس 1998، وكَانَت الأكثر مبيعًا في العَامِ،  وأدت لِزِيادَةِ نمو خِدْمَة «باتل دوت نت» واُستخدمت اللعبة للرياضات الإلكترونيَّة، وَفِي حوالي عام 2000 عمِلَت بليزارد مَعَ نيهيليستك سوفتوير عَلَى إصدار «ستار كرافت» لوحدات التحكم المنزليَّة، وَكَانَ «روبرت هوبنر» الَّذِي عَمَلَ في «ستار كرافت» عَندَمَا كانَ موظفًا في بليزارد أحد المُشاركين في تَأسِيسُ استوديو «نيهيليستك»، وتُعد لعبة «ستاركرافت: قوست» لعبة تسلل بميزات استراتيجيَّة الوَقتِ الحقيقي، وكَانَت سمة رئيسيَّة في معرض ألعاب طوكيو لعام 2002. وَفِي السنوات القليلة المقبلة كَانَت اللعبة محل صراع بَينَ نيهيليستك وبليزارد، حيثُ طلبت بليزارد مِن نيهيليستك إيقاف العَمَلُ عَلَيهَا في يوليو 2004، وأتفقت مَعَ استوديو «سونجين اب ستوديوز» لتطويرها، وهُوَ استوديو تابع لجهة خارجية أصدر لعبة «ميتال آرمز: غليتتش ان ذا سيستم» الناجحة في عام 2003، وَفِي مايو 2005 اِستَحوذت بليزارد عَلَى «سونجين اب ستوديوز» بالكَامِل، وَكَانَ مِن المقرر إِطلاق اللعبة في عام 2005، لكنّها اتجهت لمواكبة وحدات تحكم الجيل السادس الأحدث مِثلُ بلاي ستيشن 2 وإكس بوكس (جهاز)، ولاحقًا قرَّرت بليزارد إلغاء «قوست» بدلاً مِن تمديد فَترَةِ تطويرها للعمل عَلَى الجيل السابع مِن وحدات التحكم.
بَدَأتِ بليزارد العَمَل عَلَى تكملة للعبة «ووركرافت 2» في أوائل 1998، وأَعلَنَت إنها ستكون لعبة إستراتيجيَّة،  وأَصَدَرَت العنوان الثالث مِنهَا «وور كرافت 3: عهد الفوضى» في يوليو 2002،  وَالَّتِي كَانَ لَهَا دور ملهم للعديد مِن الأَلعَابَ المستقبليَّة، وأثرت عَلَى ألعاب استراتيجية الوقت الحقيقي وألعاب ساحة المعركة مُتَعَدّدَة اللاعبين عبر الإنترنت. واستمرت شخصياتها في الإصدارات المستقبليَّة وَفِي تكملتها ووركرافت 3: ذا فروزن ثرون.
في 2002 استعادت بليزارد حُقوقَ ثلاثة مِن ألقابها السَّابِقَةِ مِن إنتربلاي إنترتينمينت وهي «ذا لوست فايكنجز»، و«سباق الروك أند رول» و«بلاكثورن»، وأعادت إصدارها لوحدة التحكم المَحمُولة «غيم بوي أدفانس»، وَفِي 2004 اِفتَتَحَت بليزارد مكاتب أوروبيَّة في ضاحية فيليزي في باريس، وأَصَدَرَت لعبة تقمص الأدوار كثيفة اللاعبين على الإنترنت بعُنوان «وورلد أوف ووركرافت» في 23 نوفمبر 2004 في أَمرِيكا الشماليَّة، وَفِي أُورُوبَّا في 11 فبراير 2005،  وبحلول ديسمبر 2004 كَانَت أسرع ألعاب الكُمبِيُوتَر مبيعًا في الوَلاَياتِ المتَّحدة، وبلغ عدد المُشتركين فِيهَا 1.5 ملْيُون مُشْتَرَك في جَمِيعَ أنحاءِ العَالَمِ في مارس 2005.
عقدت بليزارد اتفاقية شِراكَةِ مَعَ الناشر الصيني «ذا ناين» (بالإنجليزية: The9)‏ لنشر وتوزيع «وورلد أوف ووركرافت» في الصين، لعدم تمكُّن الشَّرِكَاتِ الأجنبيَّة مِن النشر في الصين، وأطلقت «وورلد أوف ووركرافت» في الصين في يونيو 2005. وبحلول نهاية 2007 اعتُبرت «وورلد أوف ووركرافت» ظاهرة عالمية عَندَمَا تجاوز عدد المُشتركين فِيهَا 9 ملْيُون مُشْتَرَك وتجاوزت إيراداتها 1 مِليار دُولَار أمريكي. وَفِي أبريل 2008 قُدر أن «وورلد أوف ووركرافت» تمتلك 62 بالمائة مِن سوق اِشتِراكَاتٍ ألعاب تقمص الأدوار كثيفة اللاعبين عَلَى الإنترنت. وتضاعف عدد موظَّفي بليزارد أربع مرات مِن حوالي 400 مُوَظَّف في 2004 إِلَى 1600 مُوَظَّف في 2006، وَفِي 2007 نقلت بليزارد مَقَرها الرَئِيسيّ إِلَى «ألتون باركواي» في إرفاين، كاليفورنيا لدعم الموظَّفين الإضافيين ولتوفير المَزِيدِ مِن المواردِ للعبة وتوسعاتها المُختَلِفَة.
نظمت بليزارد إنترتينمنت أول مُؤتَمَرِ لمعجبين بليزكون في أكتوبر 2005 في مَركَزِ مؤتمرات أنهايم، حيثُ استقطب الحدث الافتتاحيّ حوالي 6000 شخص وأصبَحَ حدثًا سنويًا تستخدمه بليزارد للإعلان عَن ألعابها الجَدِيدَةِ والأخبار المتعلّقة بِهَا.

### اندماج فيفاندي مَعَ أكتيفجن والنُّمُوَّ المستمر
كانَ روبرت كوتيك الرَّئِيس التَّنفِيذِيِ لِشَرِكَة أكتيفجن حتَّى عام 2006، وَكَانَ يعمل لإنقاذ الشَّرِكَةِ مِن الوقوع في الإفلاس، وأنشأ استُوديُوهات جديدة، وَعَندَمَا عرف كوتيك أنَ «وورلد أوف ووركرافت» تجلِبُ أَكثَرَ مِن 1.1 مِليار دُولَار أمريكيّ مِن رسوم الاشتراك خِلال العَامِ الواحد، بدأَ فِي التواصل مَعَ الرَّئِيس التَّنفِيذِيِ لِشَرِكَة فيفاندي «جان برنارد ليفي» للاستحواذ عَلَى قسم «فيفاندي جيمز» المُتعثِر، وَكَانَ ليفي مُنفتحًا عَلَى الاندماج، لكنّه يُريد السيطرة عَلَى غالبية الشَّرِكَةِ المندمجة، مَعَ علمه بأهَمِيَّةِ وقِيمَة «وورلد أوف ووركرافت» لَدَى كوتيك، واستشار كوتيك مايكل مورهايم مِن بليزارد الَّذِي أخبره بأنهم وجدوا طرق مربحة فِي السوق الصينيَّة، وقَبِل كوتيك بالصفقة ووَافَقَ المساهمين عَلَيهَا فِي ديسمبر 2007، واكتمل اندماج الشركتين فِي يوليو 2008، وتمَّ حَلِ «فيفاندي جيمز» فعليًا باستثناء «بليزارد إنترتينمنت»، وسُميت الشَّرِكَةِ الجَدِيدَةِ بِاِسمِ أكتيفجن بليزارد.
أبرمت بليزارد اتفاقية توزيع مَعَ شَّرِكَةِ نت إيز الصينيَّة في أغسطس 2008 لنشر ألعاب بليزارد في الصين، باستثناء «وورلد أوف ووركرافت»، وَالَّتِي لَا تزال تتعامل معها «ذا ناين»، وركزت الصفقة عَلَى «ستار كرافت 2: وينجز أوف لايبرتي» الَّتِي تحضى بشعبية في جَنُوبِ شَرقٍ آسِيَا باعتِبارها لعبة رياضة إلكترونيَّة، وأسست الشركتان «شَنغهاي إيزنت نيتوورك تكنولوجي» لإدارة الأَلعَابَ داخل الصين. واستعدت بليزارد و«ذا ناين» لنشر توسعة «وورلد أوف ووركرافت» «راث أوف ذا ليتش كينغ» في الصين لكنّ مَجلِسِ تَنظِيمِ المحتوى الصيني رفضَ نشره داخل الصين في مارس 2009، وَفِي أبريل 2009 أَعلَنَت بليزارد نَقل عَمَلِيَّةِ «وورلد أوف ووركرافت» في الصين إِلَى «نت إيز». وإنها عقدها مَعَ «ذا ناين».
تم تكريم شَّرِكَةِ بليزارد في حفلِ توزيع جوائز إيمي السنوي التَّاسِعِ والخمسين للتكنولوجيا والهندسة في 2008 لإنشائها لعبة «وورلد أوف ووركرافت» وتسلّم مايكل مورهايم الجائزة.
حصلت «وورلد أوف ووركرافت» عَلَى رَقم قِيَاسيّ عالمي في 2009 لأكبر «لعبة تقمص أدوار كثيفة اللاعبين عَلَى الإنترنت» مِن حيثُ عدد المُشتركين، وسُجلت في موسوعة غينيس للأرقام القياسية. وأطلقت نسخة مُحسَنَة مِن «باتل دوت نت» (باتل دوت نت 2.0) في مارس 2009 حيثُ تضَّمنت تحسينات وميزات واجهة المتجر، ودعم أفضَلَ لِجَمِيعَ عناوين بليزارد الحاليَّة وخاصة «وورلد أوف ووركرافت».
بَلَغَت اِشتِراكَاتٍ «وورلد أوف ووركرافت» ذروتها عِندَ 12 ملْيُون اشتراك شهري في عام 2010، وانخفضت في 2014 إِلَى 6.8 ملْيُون مُشْتَرَك وهُوَ أقل رقم مُنذُ 2006،  ومَعَ الانخفاض الشديد لَا تزال «وورلد أوف ووركرافت» أَكثَرَ لعبة «تقمص أدوار كثيفة اللاعبين عَلَى الإنترنت» اشتراكًا فِي الْعَالم.
بعدَ الاندماج، شهدت صناعة الأَلعَابَ تحولًا نَحْو الألعاب المُستقلَّة، في وقتٍ كَانَت فيهِ بليزارد تَعتَمِدَ عَلَى خصائصها الراسخة. ولمواكبة التحوُّلات أنشأت بليزارد عدد قليل مِن الفرق الصَّغِيرَةِ داخل الشَّرِكَةِ للعمل عَلَى تَطوِير مفاهيم جديدة، وسُرعان مَا توصّل أحد هَذِهِ الفرق إِلَى فكرة لعبة الورق القابلة للتحصيل استنادًا إِلَى عالمِ ووركرافت السردي، والذّي أصبَحَ في النهاية لعبة مجانية أصدرتها في مارس 2014 بعُنوان «هيرث ستون هيروس أوف ووركرافت»،  وبنهاية العَامِ بلغَ عدد اللاعبين فِيهَا أَكثَرَ مِن 25 ملْيُون لاعب،  وتجاوزت 100 ملْيُون لاعب في 2018.
عَمَلَ فَرِيق داخلي صغير آخر في 2008 عَلَى مَلِكِيَّةٌ فكرية جديدة تُعرف بِاِسمِ «تيتان» وهي لعبة «تقمص أدوار كثيفة اللاعبين عَلَى الإنترنت» أَكثَرَ حداثة، واكتسب المَشْرُوع مزيدًا مِن الظهور في 2010 بعدَ تسريب بَعض المَعلُومَاتِ، وأثر التسريب عَلَى تنمية وتَطوِير تيتان في السنوات القليلة القادمة، حيثُ أُعيد تعيين مُعظم الموظَّفين في هَذَا الفَرِيق، وترك فيهِ 40 مُوَظَّف فقط بِقيادة جيف كابلان، وتوصّل الفَرِيق المصغر لفكرة لعبة إِطلاق النار مُتَعَدّدَة اللاعبين وأعاد اِستِخدامُ العديد مِن أصول «تيتان»، وأصبَحَ المَشْرُوع معروفًا بِاِسمِ «أوفرواتش» وأصدرته الشَّرِكَةِ في مايو 2016، حيثُ أصبَحَت رابع مَلِكِيَّة فكرية رئيسيَّة بعدَ «ووركرافت» و«ستار كرافت» و«ديابلو».
بِالإضافة إِلَى «هيرثستون» و«أوفرواتش» استمرت بليزارد إنترتينمنت في إِنتاج تكملات وتوسعات لعناوينها المنشورَة، حيثُ أَصَدَرَت «ستار كرافت 2: وينجز أوف لايبرتي» في 2010، وأَصَدَرَت «ديابلو 3» في 2012. وأَصَدَرَت «هيروز أوف ذا ستورم» كلعبة موبا في 2015، حيثُ تضَّمنت اللعبة شخصيات مختلفة مِن امتيازاتٌ بليزارد كأبطال قابلين للعب، بِالإضافة إِلَى ساحات قتال مختلفة تَعتَمِدَ عَلَى «عوالم» ووركرافت وديابلو و«ستار كرافت» و«أوفرواتش». وَفِي أواخر عقد 2010 أَصَدَرَت بليزارد لعبة «ستار كرافت: رمستر» في 2017، ولعبة «وور كرافت 3: رفورجد» في 2020.
كانَ إصدار «أوفرواتش» في مايو 2016 ناجحًا للغاية وَكَانَ الأكثر مبيعًا للكمبيوتر الشَخصِي في 2016. وأُنشِئتِ بليزارد العديد مِن أحداث الرياضات الإلكترونيَّة التقليديّة خِلال عام إصدار أوفرواتش، مِثل "أوفرواتش كأس العالم"، وواصلت بليزارد التوسيع وأَعلَنَت عَن أول دوري احترافي للرياضات الإلكترونيَّة دوري أوفرواتش في حدث «بليزكون 2016».
اشترت الشَّرِكَةِ استوديو في «ذا بوربانك ستوديوز» في بوربانك، كاليفورنيا، وحولته إِلَى مكان مخصص للرياضات الإلكترونيَّة «بليزارد أرينا» لاستخدامه في دوري أوفرواتش وغيره مِن الأَحدَاثِ،  وبدأ الموسم الافتتاحيّ لدوري أوفرواتش في 10 يناير 2018 بمُشَارَكَةِ 12 فريقًا عالميًا، وَفِي الموسم الثاني 2019 توسعت فرق الدوري إِلَى 20 فريقًا.

### تغيير القيادة (2018 إِلَى الوَقتِ الحاضر)
في 3 أكتوبر 2018 أعلن «مايك مورهايم» أنَّهُ ينوي التنحي مِن منصبه كرئيس لِلشَّرِكَةِ ومديرها التَّنفِيذِيِ مَعَ بقائه مستشارًا لَهَا، وغادر رسميًا في 7 أبريل 2019، وحَلِ محله «جي. ألين براك» المنتج التَّنفِيذِيِ في «وورلد أوف ووركرافت».
أعلن «فرانك بيرس» أنَّهُ ينوي التنحي عَن مَنصِب مدير التَطوِير في 19 يوليو 2019، مَعَ بقائه في دور استشاري مشابه لمورهايم. وأعلن «مايكل تشو» الكاتب الرَئِيسيّ في امتيازاتٌ بليزارد أنَّهُ سيغادر الشَّرِكَةِ في مارس 2020، بعدَ 20 عامًا في الخِدمَةِ.
في يناير 2021 نقلت أكتيفجن فكيريوس فيجينز إِلَى بليزارد إنترتينمنت وأشارت إِلَى أن فَرِيق فكيريوس فيجينز لديه فرصة أفضَلَ لتقديم دعم طويل الأمد لبليزارد.

## الألعاب
طورت بليزارد إنترتينمنت 19 لعبة مُنذُ 1991، وكان معظمها في «سِلسِلَة ووركرافت» و«ديابلو» و«ستار كرافت»، وكان تركيزها على إصدارات «ووركرافت: أوركس آند هيومنس» (1994) وديابلو (1997) و«ستار كرافت» (1998)، بِالإضافة إلى استثناء وحيد هو «أوفرواتش» في 2016، وأَصَدَرَت أيضًا «هيرث ستون هيروس أوف ووركرافت» في 2014، و«أبطال العاصفة» في 2015.

### الامتيازات الرَئِيسيّة
تملك بليزارد إنترتينمنت أربعة اِمتيازات رئيسيَّة وهي «ووركرافت» و«ديابلو» و«ستار كرافت» و«أوفرواتش»، وتقدَّم لَهَا الدعم مستندة إِلَى ملكيتها الفكريَّة عبر الرِوَايَات وألعاب الورق القابلة للتحصيل والكوميديا وأفلام الفِيديُو القصيرة، وأَعلَنَت فِي 2006 إِنتاجها فيلم "ووركرافت" وهُوَ مِن إخراج دنكان جونز ومِن تمويل وإِنتاج شَّرِكَةِ ليجنداري إنترتينمنت وأطلس إنترتيمنت وَغَيرَهُمَا، ومِن توزيع يونيفرسال بيكشرز. والذّي أُصدر فِي يونيو 2016.
مِن بَينَ العناوين البارزة الَّتِي لَم تُصدرها الشَّرِكَةِ "ووركرافت ادفنتورس لورد أوف ذا كلانس (بالإنجليزية: Warcraft Adventures: Lord of the Clans)‏" حيثُ أُلغيت فِي 22 مايو 1998، ولعبة «شاترد نايشنز»، وستاركرافت: قوست [الإنجليزية] الَّتِي أُجلت إِلَى أجَلٍ غَيرِ مُسَمّى، وفِي 24 مارس 2006 كشفت بليزارد عَن إلغاء لعبة مُتَعَدّدَة اللاعبين عبر الإنترنت غير معلنة تَحَمُّلِ الاسم الرمزي «تيتان» بعدَ سبع سنواتٍ مِن التَطوِير.
أَعلَنَت بليزارد عَن لعبة «باكس إمبيريا 2» ولاحقًا قرَّرت إلغاء إصدارها، حيثُ رأت أنَّها قد تتعارض مَعَ مَشْرُوع إستراتيجيَّة الفضاء الآخِرَ والذّي أصبَحَ يُعرف بِاِسمِ «ستار كرافت»، وتعاقدت تي إتش كيو فِي النهاية مَعَ هيليوتروب وأَصَدَرَت اللعبة فِي عام 1997 بِاِسمِ «باكس إمبيريا: أميننت دوماين».

### المنافذ
ركزت الشركة المَعروفَة في ذلك الوقت باسم «سيليكون آند سينابس» في بداياتها على نقل ألعاب الاستوديوهات الأُخرى إلى مِنَصّات الكُمبِيُوتَر،  وطورت 8 منافذ بين عاميّ 1992 و1993.

## وصلات خارجية
- بليزارد إنترتينمنت على موقع IMDb (الإنجليزية)
- بليزارد إنترتينمنت على موقع الموسوعة البريطانية (الإنجليزية)
- بليزارد إنترتينمنت على موقع ميوزك برينز (الإنجليزية)
- موقع الشركة الرسمي